# Atlant

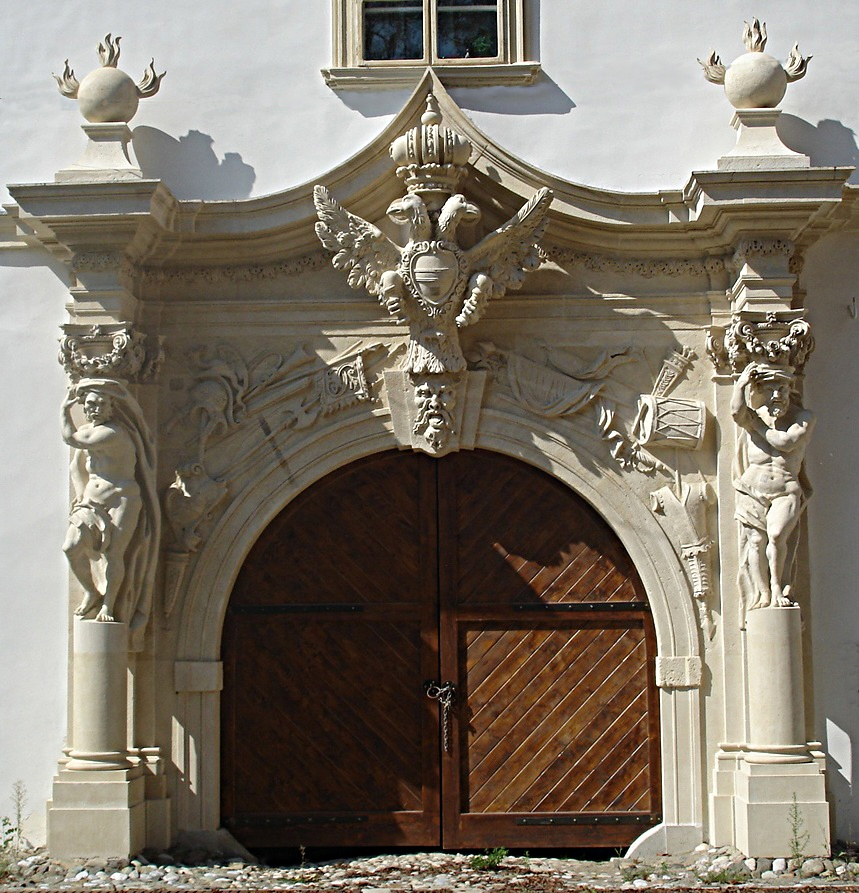
Poarta cu atlanţi - în cetatea Alba Iulia

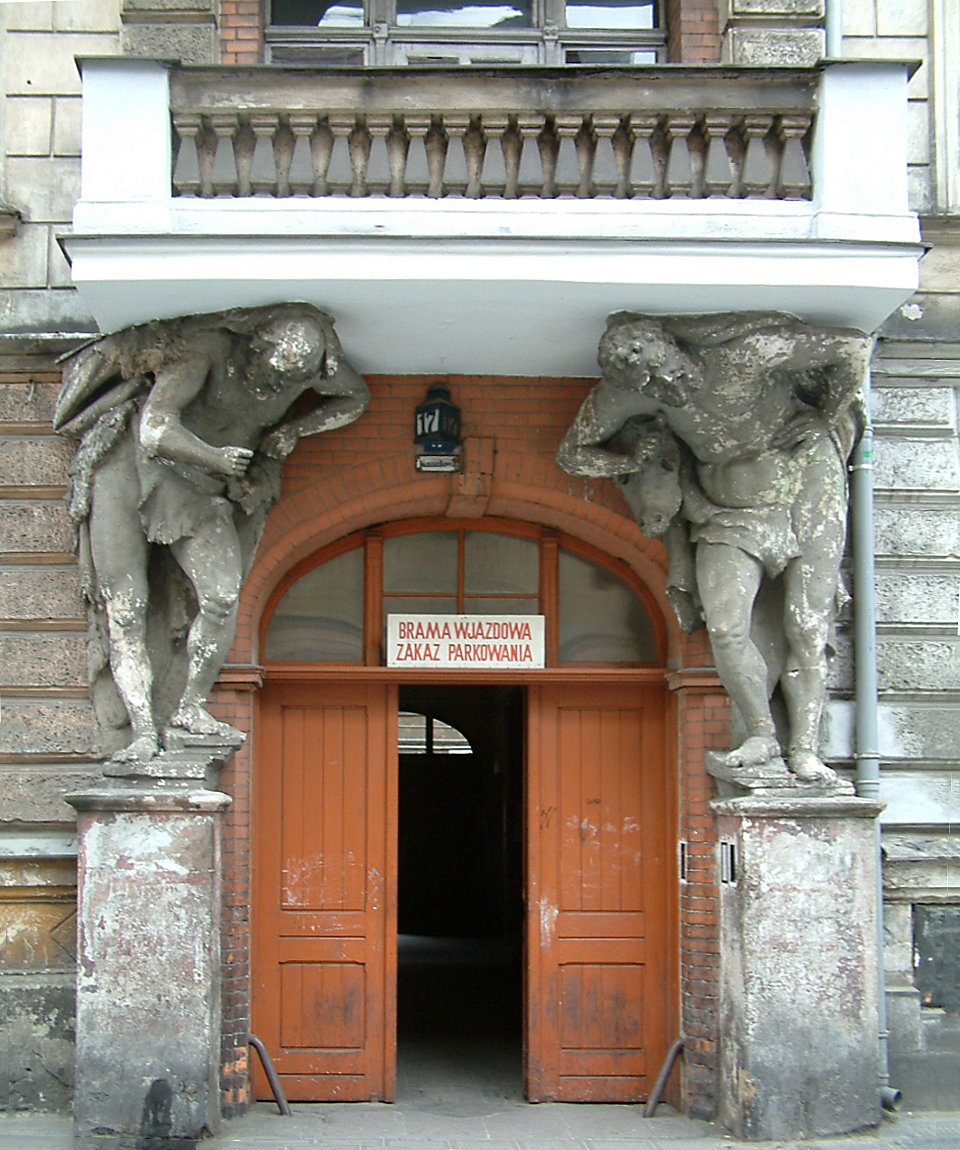

Atlant este - după Atlas, unul dintre titanii din mitologia greacă - o statuie de piatră masculină, nudă sau seminudă, reprezentând un bărbat într-o atitudine de efort, care susține pe umeri, pe spate sau pe cap antablamentul unei clădiri, un balcon, un bovindou, un monument etc., și care înlocuiește o coloană, un stâlp sau pilastru, ca element portant.
În sculptura greacă, denumirea de Atlant provine de la numele titanului Atlas, figurat susținând globul pământesc. Echivalentul latin al termenului atlant, provenit din limba greacă, este telamon (Τελαμών), numele unuia din argonauți.
Denumirea de telamon apare pentru prima dată în limba latină la Vitruviu, în De Arhitectura, pentru a denumi motivul sculptural reprezentând varianta masculină a cariatidei. Un telamon poate fi figurat fie cu brațele ridicate, fie sprijinite pe șolduri, într-un gest indicând un efort de susținere, având rol funcțional sau pur decorativ. În realitate, legătura dintre Telamon și Atlas nu este foarte clară. Potrivit anticilor, cele două nume aveau în comun rădăcina ti-, care înseamna „a purta, a susține". Telamoni celebri se aflau la Agrigent, în tepidariumul termelor din Forul pompeian și în alte monumente, unde aveau uneori mai mult rol decorativ decât structural.
Preluat de romani de la greci, atlantul a fost utilizat, mai târziu, în Europa în decorația arhitecturală neoclasică.

## Exemple
- La Muzeul Brukenthal din Sibiu (1778), cele două curți interioare (cea festivă și cea a anexelor) sunt separate printr-un portal stil Renaștere flancat de atlanți dăltuiți în piatră.[6]
- Casa cu Atlanți din Timișoara (1812), construită în stil neoclasic, are fațada clădirii decorată cu coloane, având la partea superioră o serie de atlanți.[7]
- Sala de Marmură a Palatului Cercului Militar Național din București (1916), este decorată cu 4 atlanți și 4 cariatide.

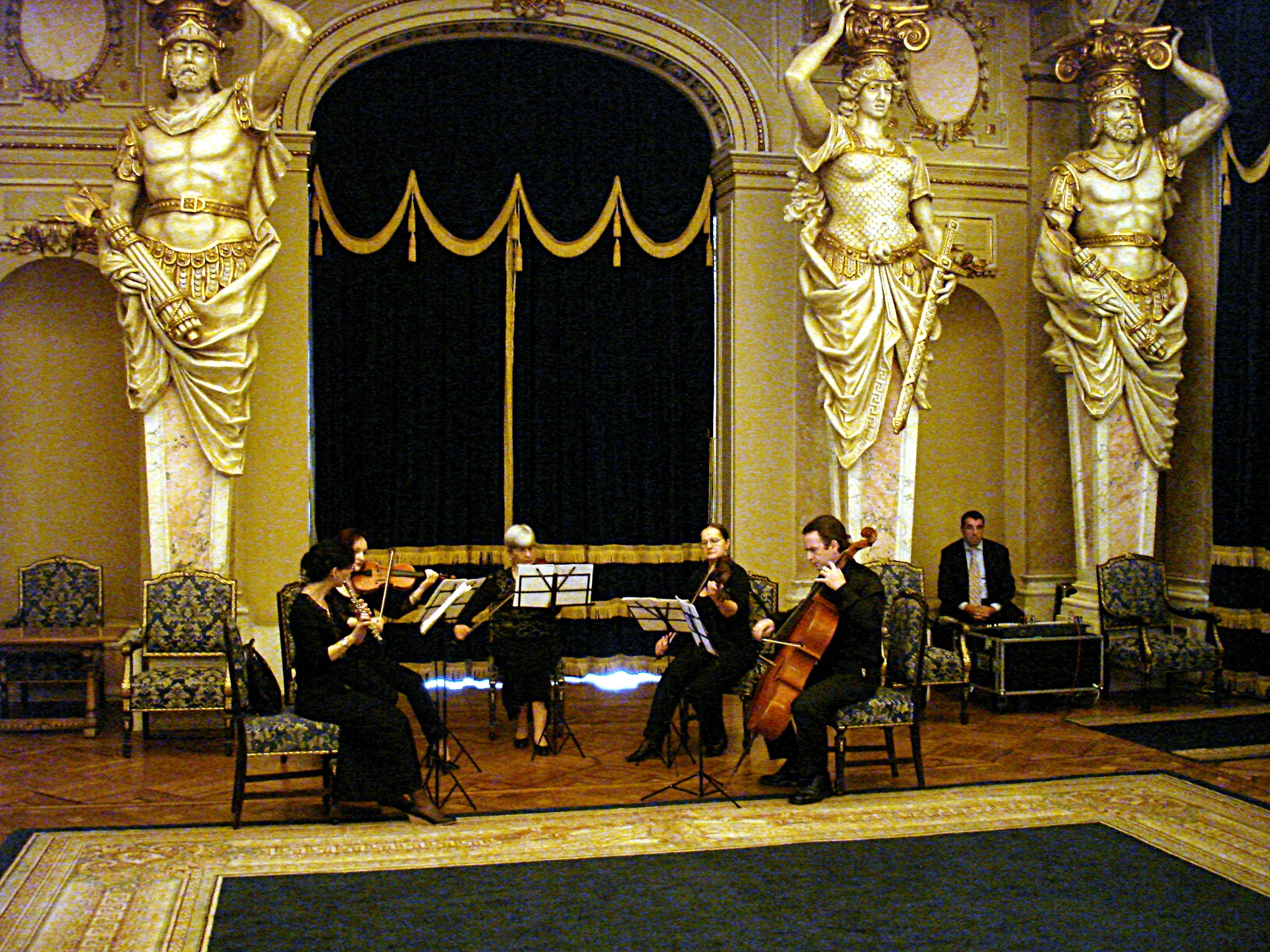
Sala de Marmură a Cercului Militar Național din București, cu ocazia sărbătoririi a 150 de ani de la înființarea Bibliotecii Militare Naționale